# Овакимян, Ашот Артёмович
Ашо́т Овакимя́н (арм. Աշոտ Հովակիմյան 16 ноября 1961, Ереван, Армянская ССР, СССР) — армянский дипломат, заместитель Министра иностранных дел.

## Образование
- 1978 — окончил Ереванскую среднюю школу № 55 им. А. П. Чехова.
- 1983 — окончил факультет филологии Московского государственного университета им. М.Ломоносова по специальности славянские языки.
- 1987 — окончил аспирантуру Института славяноведения и балканистики Академии Наук СССР (Москва) и получил ученую степень кандидата филологических наук.

## Профессиональная деятельность
- 1988—1992 — научный работник Института литературы Национальной академии наук Армении
- 1992—1993 — второй секретарь управления Европы МИД Армении
- 1993—1996 — временный поверенный в делах РА в Греческой Республике, затем первый секретарь посольства
- 1996—1998 — глава Второго европейского отдела Департамента Европы МИД РА, затем директор Второго европейского Департамента
- 1998 — советник министра МИД РА
- 1998—1999 — по совместительству, а с ноября на постоянной основе поверенный в делах РА в Республике Польша.
- 1999—2006 — Чрезвычайный и Полномочный посол РА в Республике Польша
- 1999—2006 — по совместительству Чрезвычайный и Полномочный посол РА в Латвийской Республике (резиденция в Варшаве)
- 1999—2006 — по совместительству Чрезвычайный и Полномочный посол РА в Литовской Республике (резиденция в Варшаве)
- 1999—2006 — по совместительству Чрезвычайный и Полномочный посол РА в Эстонской Республике (резиденция в Варшаве)
- 2006—2011 — Чрезвычайный и Полномочный посол РА в  Австрийской Республике
- 2006—2011 — по совместительству Чрезвычайный и Полномочный посол РА в Венгрии (резиденция в Вене)
- 2006—2011 — по совместительству Чрезвычайный и Полномочный посол РА в Чешской Республике (резиденция в Вене)
- 2006—2011 — по совместительству Чрезвычайный и полномочный посол РА в Республике Словакия (резиденция в Вене)
- 2008—2011 — постоянный представитель РА в ОБСЕ и расположенных в Вене представительствах ООН и других международных организаций.
- С 2011 — заместитель министра иностранных дел Армении.

## Награды
- Медаль «За заслуги перед Отечеством» II степени (1 марта 2016 года) — по случаю Дня дипломата, за многолетнюю безупречную деятельность[1].
- Медаль Мхитара Гоша (3 сентября 2011 года) — по случаю 20-летия независимости Республики Армения, за значительные заслуги в области дипломатии[2].
- Командорский крест ордена Заслуг перед Республикой Польша (22 декабря 2005 года, Польша) — за выдающийся вклад в развитие польско-армянского сотрудничества[3][4].
- Орден Креста земли Марии II класса (6 февраля 2006 года, Эстония)[5].

## Другое
Автор 2 научных монографий и около 60 научных и политологических статей. Владеет русским, английским, сербским, хорватским, польским языками.Я думаю,надо добавить армянский язык.Ашот Артёмович, безусловно им владел.